# Radetzkymars (roman)
Radetzkymars (Duits: Radetzkymarsch) is een roman van de Oostenrijkse schrijver Joseph Roth uit 1932. Het schetst het verhaal van de ondergang van de keizerlijke Oostenrijk-Hongaarse dubbelmonarchie door het te koppelen aan het in verval raken van de door keizer Frans Jozef in de adelstand verheven familie Von Trotta. De Nederlandse vertaling uit 1981 van Willy Wielek-Berg werd in 2009 herzien door Elly Schippers. In 2020 verscheen een nieuwe vertaling van Els Snick.

## Verhaal
Radetzkymars vertelt de geschiedenis van de ondergang van de schijnbaar veilige en overzichtelijke wereld van voor de Eerste Wereldoorlog via de opkomst en neergang van drie generaties van het geslacht Von Trotta. Het verhaal begint in 1859 met grootvader Joseph, de "held van Solferino", die in dat jaar, min of meer toevallig, het leven redt van de nog jonge keizer Frans Jozef. Als Joseph erachter komt dat het voorval in geschiedenisboekjes sterk geromantiseerd wordt maakt hij daar officieel bezwaar tegen, tot bij de keizer toe. Het leidt ertoe dat zijn naam uit de annalen wordt verwijderd en in de vergetelheid raakt, maar ook dat hij een antipathie tegen het leger ontwikkelt. Hij bepaalt dat zijn enige zoon Franz geen militaire loopbaan zal hebben maar rechten gaat studeren, waarna hij districtshoofd wordt in de provincie. Franz op zijn beurt zal altijd spijt hebben dat hij geen officier heeft mogen worden. Zijn streven is dan ook dat zijn enige zoon Carl Joseph wel een militaire carrière zal hebben en hij stuurt hem naar de officiersopleiding, die hij zonder enthousiasme en met moeite doorloopt.
Het grootste deel van de roman beslaat vervolgens de levensgeschiedenis van Carl Joseph, de kleinzoon van de "held van Solferino". Zijn leven staat model voor de verveling van het leven in kleine garnizoenssteden, onderbroken door kleine verwikkelingen en liaisons. Zo begint Carl Joseph op vijftienjarige leeftijd een liefdesaffaire met de vrouw van de plaatselijke wachtmeester Slama, die later overlijdt in het kraambed, zonder dat duidelijk wordt of het Carl Josephs kind betrof. Later raakt hij verwikkeld in een affaire rondom zijn vriend de legerarts Max Demant, met wiens vrouw hij een niet geheel opgehelderde relatie had, uiteindelijk eindigend in een duel tussen Demant en een medeofficier die hem daarmee had beledigd. Beide duellisten laten daarbij het leven. Na te zijn overgeplaatst naar een grensplaats in Galicië, bij Oekraïne, begint Carl Joseph tijdens een bezoek aan Wenen een relatie met de wereldse gehuwde mevrouw Von Taussig, die duur in het levensonderhoud is. Hij maakt veel schulden en raakt in serieuze problemen. Uiteindelijk weet zijn vader hem van de ondergang te redden door tussenkomst van de keizer zelf. Datzelfde gebeurt wanneer Carl Joseph in opspraak komt na een onder zijn leiding neergeslagen proletarische opstand in zijn garnizoensstad, waarbij doden vielen. Het zijn doorsnee gebeurtenissen in een doorsnee leven, dat zonder bijzonder doel of hogere zin voortkabbelt. Ook Carl Josephs levenseinde is weinig verheffend: na het begin van de Eerste Wereldoorlog wordt hij aan het Oostfront getroffen door een kogel op het moment dat hij twee emmers water over een boerenerf sleept.
De epiloog toont een gebroken vader Franz, die geconfronteerd wordt met de leegheid van zijn bestaan. Hij overlijdt op de dag dat keizer Frans Joseph wordt begraven, in 1916, waarmee de roman compositorisch strak wordt afgerond: het einde van het keizerrijk valt samen met het einde van het geslacht Von Trotta.

## Interpretatie en waardering

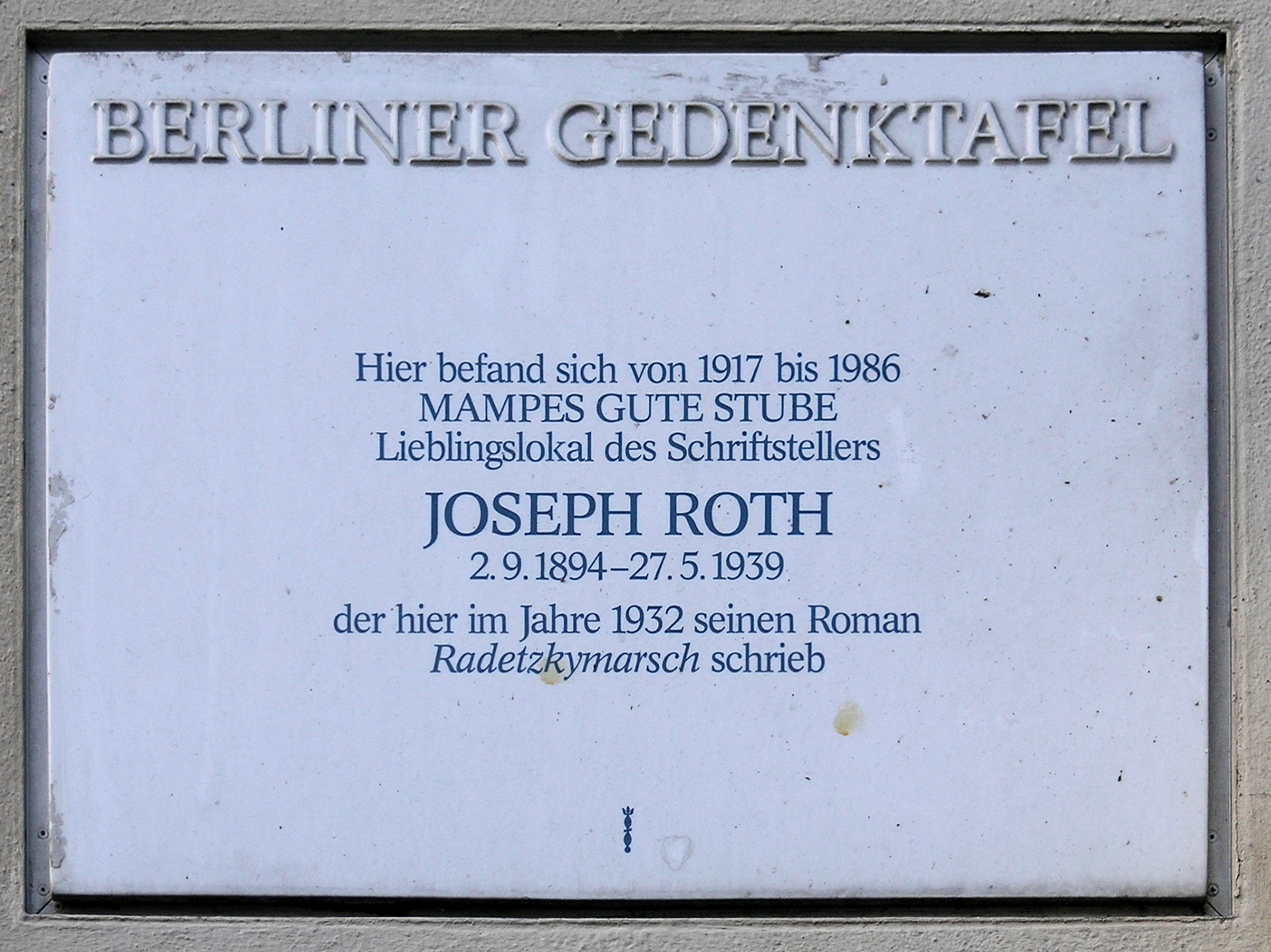
Herdenkingsplaquette Mampes Gute Stube

Roth schreef Radetzkymars aan de vooravond van de Duitse machtsovername door de nazi's, grotendeels aan een tafeltje in het café Mampes Gute Stube in Berlijn. Hij wilde met de roman vooral zijn spijt uitdrukken over het verdwijnen van de "oude wereld", die hem aan de vooravond van het nazitijdperk zo na aan het hart lag. Toch is het boek verre van een ophemeling. Roth schetst weliswaar een liefdevolle tekening van de schijnbaar zo veilige tijd voor de Eerste Wereldoorlog, met de zoete smaak van nostalgie, maar zijn beeld is uiterst realistisch en geeft op alle fronten een kritische, vaak ook bittere analyse van het in slaap gedutte "oude Oostenrijk". Het meest uitgesproken verwoordt hij dat via het personage graaf Chojnicki, een extravagante vriend van Carl Joseph in het Moravische garnizoensstadje, die hij laat zeggen: "De monarchie vervalt bij levenden lijve. Ze vervalt, ze is al vervallen. Een grijsaard ten dode opgeschreven, door iedere verkoudheid bedreigd, houdt de troon in stand, enkel en alleen door het wonder dat hij er nog op kan zitten. Hoe lang nog, de tijd wil ons niet meer! Deze tijd wil zelfstandige, nationale staten scheppen! In God wordt niet meer geloofd. De nieuwe religie is het nationalisme. <..> de monarchie, onze monarchie is echter gebaseerd op vroomheid, op het geloof dat God de Habsburgers heeft uitverkoren om over zo- en zoveel christelijke volkeren te regeren. <...> De keizer van Oostenrijk mag niet door God verlaten worden. Nu heeft God hem echter verlaten!"
Kenmerkend is ook dat Roth het vader-zoonconflict gebruikt als metafoor voor de ondergang van de oude wereld: de oudere generatie weigert steeds te zien dat er verandering op til is. Ze blijft hangen in oude beelden en opvattingen, past zich niet aan. De oude Joseph Von Trotta blijft zelfs na zijn dood vanuit zijn portret, geschilderd door een jeugdvriend van zijn zoon Franz, op zijn nakomelingen neerkijken vanuit allang verouderde morele standaarden, uiteindelijk met desastreuze gevolgen.
Als symbool voor de ondergang van de "oude wereld" wordt op belangrijke momenten in het boek, maar bijvoorbeeld ook op zondagochtenden in het stadje waar Franz districtshoofd is, steeds de Radetzkymars van Johann Strauss sr. gespeeld. Deze compositie reflecteert bij uitstek de geest van de Oostenrijkse dubbelmonarchie en werd door Roth gebruikt als titel voor zijn roman.
Radetzkymars wordt in de literatuurgeschiedenis beschouwd als het boek bij uitstek dat de ondergang van de wereld van voor de Eerste Wereldoorlog verbeeldt. Door de liefdevolle wijze waarop hij dat doet, vormt het tevens een soort van profetische aanklacht tegen de tijden die gaan volgen. Marcel Reich-Ranicki noemde de roman het mooiste boek uit de twintigste eeuw. Georg Lukács betitelde het als de meest overtuigende roman uit de Duitse literatuur. In 2009 werd het werk gekozen op de negende plaats in een verkiezing van de belangrijkste Duitstalige romans van de twintigste eeuw. Geert Mak besprak het in 2016 als zijn favoriete boek in het programma De meesterwerken van Paul Witteman.

## Citaat
Carl Joseph von Trotta is gesneuveld bij het begin van de Eerste Wereldoorlog. Roth beschrijft aan het einde van de roman hoe deze gebeurtenis zijn oude vader, Franz, tot een gebroken man heeft gemaakt:
"Luitenant Carl Joseph von Trotta was allang vergaan of opgevreten door de raven, die toen boven de dodelijke spoordijken cirkelden, maar voor de oude heer Franz von Trotta was het nog altijd of hij het doodsbericht pas gisteren had ontvangen. Het overlijdensbericht zat in de borstzak van het districtshoofd, elke dag werd hij gelezen en in zijn verschrikkelijke versheid geconserveerd, zoals een grafheuvel wordt onderhouden door zorgzame handen. Wat gingen de oude heer Von Trotta de honderdduizend nieuwe doden aan die zijn zoon intussen waren opgevolgd? Wat gingen hem de gejaagde en verwarde verordeningen van de overheid aan die week op week hem bereikten? En wat ging hem de ondergang van de wereld aan, die hij nog duidelijker zag komen dan ooit de profetische Chojniki? Zijn zoon was dood. Zijn taak was ten einde. Zijn wereld was ten onder gegaan."

## Nederlandse vertalingen
- Radetzkymars, vert. Johan Winkler en Annie Winkler-Vonk, 1946
- Radetzkymars, vert. Willy Wielek-Berg, 1981
- Radetzkymars, vert. Willy Wielek-Berg herzien door Elly Schippers, 2009
- Radetzkymars, vert. Els Snick, 2020